# Suragina falsa
Suragina falsa är en tvåvingeart som beskrevs av H. Oldroyd 1939. Suragina falsa ingår i släktet Suragina och familjen bäckflugor.
Artens utbredningsområde är Uganda. Inga underarter finns listade i Catalogue of Life.